# Isabel Mestres
Isabel Mestres Núñez (n. El Masnou, (Barcelona), 10 de diciembre de 1947) es una actriz española.

## Biografía
Tras cursar estudios en la Escuela de Bellas Artes de Barcelona, comienza su actividad laboral trabajando como diseñadora. Sin embargo, paralelamente comienza a hacer incursiones en teatros independientes que finalmente le llevan a cursar estudios de arte dramático.
En 1974 se traslada a Madrid para debutar en el cine con No profanar el sueño de los muertos, de Jorge Grau. Ese mismo año participa en La Regenta, de Gonzalo Suárez. A lo largo de la siguiente década interviene en títulos interesantes que le dan la oportunidad de trabajar con algunos de los mejores directores del momento como Volvoreta (1976) de José Antonio Nieves Conde, Adiós, Alicia (1977) de Santiago San Miguel, Elisa, vida mía (1977), de Carlos Saura, Salomé (1978), de Pedro Almodóvar, Jugando a papás (1978) de Joaquín Coll Espona, Cuernos a la catalana (Salut i força al canut) (1979) de Francesc Bellmunt, La muchacha de las bragas de oro (1980), de Vicente Aranda, Perros callejeros 2 (1979), Los últimos golpes del Torete (1980), de José Antonio de la Loma, Gary Cooper, que estás en los cielos (1980), de Pilar Miró o Truhanes (1983) de Miguel Hermoso. Ese mismo año trabajó en la Opera Prima de José A. Zorrilla, protagonizada por Eusebio Poncela, El Arreglo (Premio Nuevos Realizadores Festival de San Sebastián y Premio San Jordi al Mejor Actor. También recordado fue su papel de Salomé en la clásica serie Jesus of Nazareth de Franco Zeffirelli, que contó con un extenso plantel de estrellas.
Desde el inicio de los años ochenta comienza también a trabajar en televisión, y participa en series de prestigio: Cervantes, Los gozos y las sombras (1982), Don Baldomero y su gente (1982), Los desastres de la guerra (1983), Anillos de oro (1983) o Vísperas (1987). Además, presentó durante cinco años, desde 1982, el programa de televisión sobre actualidad cinematográfica De película.
Sin embargo, sus apariciones a partir de 1987 se vuelven cada vez más espaciadas, y finalmente rueda su última película en 1996. En esta última etapa ha realizado algún trabajo en teatro, como La casa de los siete balcones (1990), de Alejandro Casona, con Mary Carrillo, Trampa para pájaros (1990), de José Luis Alonso de Santos, Una luna para el bastardo (1994), de Eugene O'Neill o Destino Broadway, (1996), con Amparo Baró y Luis Prendes.